# ألفارو دي بازان (فئة فرقاطة)
فئة ألفارو دي بازان والمعروفة أيضا باسم F100 هي فئة من الفرقاطات في نظام ايجيس القتالي - وهي مجهزة للدفاع الجوي في خدمة البحرية الأسبانية. تم بناؤها في أسبانيا بمصنع نافانتيا في فيرول وسميت باسم الأدميرال ألفارو دي بازان.
وسفن هذه الفئة مزودة بتكنولوجيا أسلحة نظام ايجيس القتالي الأمريكية، تلك التي تسمح لها بتتبع مئات الأهداف المحمولة جوا في وقت واحد كجزء من شبكة الدفاع. والفرقاطات متعددة الأدوار من الفئة  إف-100 ألفارو دي بازان هي من ضمن عدد قليل من السفن الحربية غير الأمريكية التي تحمل نظام ايجيس القتالي والرادار المرتبط بها AN/SPY-1 .
وفئات السفن الغير أمريكية التي تستخدم نظام ايجيس القتالي هي اليابانية كونجو، والكورية الجنوبية سيجونج الكبير، والنروجية المشتقة من F-100 وهي فئة الفرقاطات فريدتجوف نانسن. وتقوم شركتا لوكهيد مارتن ونافانتيا، إلى جانب البحرية الأمريكية بالدمج النهائي للنظام.
شكلت الفرقاطة F105 أساساً لبناء المدمرة الأسترالية Hobart-class destroyer وهي مدمرة للدفاع الجوي أعلنت الحكومة الأسترالية في يونيو 2007 عن شراكة مع نافانتيا بغرض بناء ثلاثة سفن من الفئة F100 لصالح البحرية الملكية الاسترالية، وقد بدأ البناء في العام 2009 وتم تدشين الأولى في 23 سبتمبر 2017 تحت اسم HMAS Hobart DDG 39
وفرقاطات ألفارو دي بازان هي أول السفن الحديثة في البحرية الإسبانية المدمج ببدنها الصلب المقاوم للبالستية Ballistic resistant steel ، علاوة على تثبيت محطات الطاقة على قواعد مضادة للاهتزاز للحد من الضوضاء وجعلها أقل قابلية للكشف بواسطة الغواصات.

وكان العقد الأصلي والخاص بالفرقاطات الأربعة من F101 إلى F104 بقيمة 1,683 مليون يورو ولكنه انتهى بتكلفة 1,810 مليون يورو (أي بتكلفة حوالي 453 مليون يورو للسفينة الواحدة (600 مليون دولار أمريكي))، وفي عام 2010 تم تقدير تكلفة الفرقاطة الأخيرة F105 بمبلغ 834 مليون يورو (حوالي 1.1 مليار دولار أمريكي)

## سفن الفئة

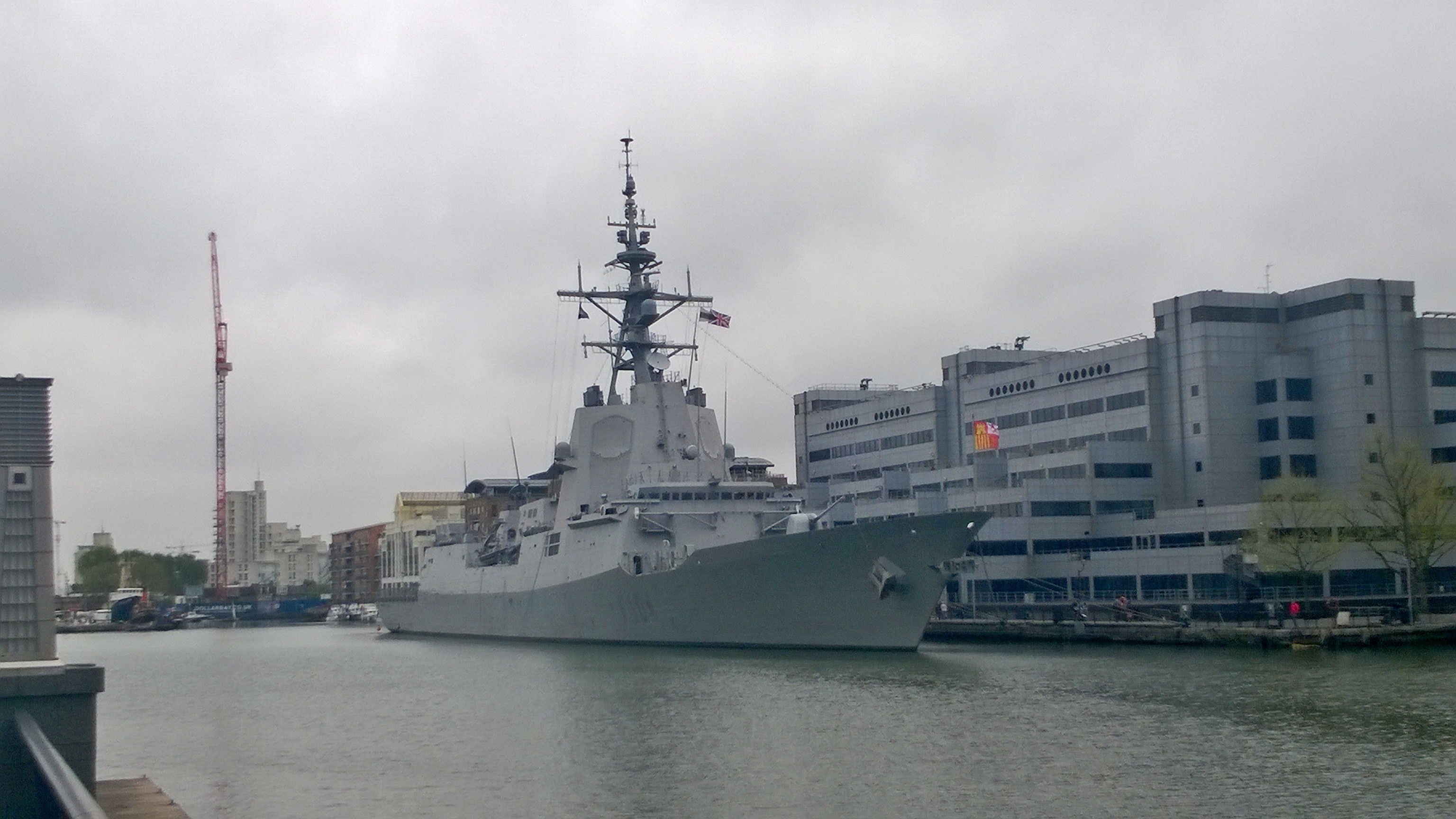
مينديز نونيز راسية في ساوث كواي - لندن - أبريل 2015

تم التخطيط لبناء 6 سفن من هذه الفئة مشملة على F105  Roger de Lauria  و  F106 Juan de Austria  وتم إلغاء الأخيرتين، ولكن فيما بعد تم بناء الخامسة تحت اسم F105 Cristóbal Colón
| F101 | Álvaro de Bazán          | 2002        |             |             | في الخدمة |       |       |
| F102 | Almirante Juan de Borbón | أكتوبر 2001 | فبراير 2002 | ديسمبر 2003 | في الخدمة |       |       |
| F103 | Blas de Lezo             | 2004        |             |             | في الخدمة |       |       |
| F104 | Méndez Núñez             | 2006        |             |             | في الخدمة |       |       |
| F105 | Cristóbal Colón          | 2012        |             |             | في الخدمة |       |       |
| F106 | Juan de Austria          | أُلغيت       | أُلغيت       | أُلغيت       | أُلغيت     | أُلغيت | أُلغيت |